# Deffest! and Baddest!
Deffest! and Baddest! es el tercer y último álbum de estudio de la cantante estadounidense de heavy metal Wendy O. Williams, publicado en 1988 por Profile Records. Considerado por el crítico Chris Watts de Kerrang! como una «producción de thrash rap», la artista se aleja de su clásico sonido para adoptar el rap rock. En su portada se dio la acreditación a Ultrafly and The Hometown Girls,  grupo ficticio que hace alusión a Wendy —como Ultrafly— y a las coristas Katrina Astrin y La Donna Sullivan —como The Hometown Girls—. De los exintegrantes de Plasmatics, solo el guitarrista Wes Beech participó de su grabación, mientras que el scratch lo realizó el artista The Stool School.

## Lista de canciones
| N.º | Título                   | Duración |  |
| 1.  | «Rulers of Rock»         | 3:15     |  |
| 2.  | «$10,000,000 Winner»     | 3:35     |  |
| 3.  | «Super Jock Guy»         | 3:05     |  |
| 4.  | «Early Days»             | 3:52     |  |
| 5.  | «The Humpty Song»        | 2:55     |  |
| 6.  | «Know Wa'am Say'n?»      | 3:27     |  |
| 7.  | «On the Irt»             | 3:59     |  |
| 8.  | «Lies»                   | 3:28     |  |
| 9.  | «La La Land»             | 3:31     |  |
| 10. | «Laffing 'n' Scratching» | 2:02     |  |

## Músicos
- Wendy O. Williams: voz
- Wes Beech: guitarra eléctrica
- Katrina Astrin: guitarra eléctrica en «Know Wa'am Say'n?» y «La La Land»
- La Donna Sullivan y Katrina Astrin: coros
- The Stool School: scratch